# Popowo (gemeente Tłuchowo)
Popowo is een dorp in het Poolse woiwodschap Koejavië-Pommeren, in het district Lipnowski. De plaats maakt deel uit van de gemeente Tłuchowo.

## Geboren
- Lech Wałęsa (1943), politicus, vakbondsleider, president van Polen en Nobelprijswinnaar (1983)